# Бободжон Гафуров (Кубодиёнский район)
Бободжон Гафуров (тадж. Бобоҷон Ғафуров; до 2013 года – Бештемур) — село в Хатлонской области Республики Таджикистан. 
Входит в состав джамоата (сельской общины) 20-летия Независимости (20-солагии Истиклолият) Кубодиёнского района.
Находится на расстоянии 4 км от центра джамоата (село Докки) и 6 км от центра района (пгт. Кубодиён).
Население — 5817 чел. (2017).